# ایوک (سوادکوه شمالی)
ایوک، روستایی است از توابع بخش نارنجستان شهرستان سوادکوه شمالی در استان مازندران ایران.

## جمعیت
این روستا در دهستان هتکه قرار دارد و براساس سرشماری مرکز آمار ایران در سال ۱۳۸۵، جمعیت آن ۸۹۳ نفر (۲۱۴خانوار) . مردم این روستا به زبان طبری گویش میکنند.